# Syntormon zhengi
Syntormon zhengi är en tvåvingeart som beskrevs av Yang 1998. Syntormon zhengi ingår i släktet Syntormon och familjen styltflugor. Inga underarter finns listade i Catalogue of Life.